# Будагян, Гарегин Оксенович
Гарегин Оксенович Будагян (4 февраля 1940, Баку, Азербайджанская ССР) — советский футболист, полузащитник. Мастер спорта СССР (1966). Тренер
Отец Будагяна во время Великой Отечественной войны был танкистом, участвовал в Сталинградской битве, в битве на Курской дуге. В конце 1944 получил третье ранение под Кёнигсбергом, три дня пролежал на поле боя, потерял ступню. Был удостоен орденов и медалей. Во дворе дома Будагянов жил Юрий Кузнецов, отец которого тренировал юношескую сборную Азербайджана. В 14 лет Будагян уже выступал за взрослую команду, игравшую на первенство города. Через полгода занятий в секции у Ивана Александровича Шелехова он стал выступать за сборную Ленинского района в первенстве республики. В 1957 году на Спартакиаде народов СССР среди школьников в Риге сборная Азербайджана, где Будагян был капитаном, заняла третье место. Там его заметил Олег Тимаков, тренировавший бакинский «Нефтяник». Будагян играл за команду в 1956—1957 годах. В 1958 году перешёл к Шелехову, возглавившему команду чемпионата Краснодарского края «Труд» Новороссийск. Команда стала чемпионом, а Будагян забил 52 гола. В следующем году играл в чемпионате РСФСР, в 1960—1961 — в классе «Б». В конце 1961 переехал в Орджоникидзе, где «Спартак» тренировал Тимаков. Поступил на факультет физического воспитания Северо-Осетинского педагогического института.
В 1966 году команда заняла 2 место в финальном турнире РСФСР, завоевала серебряные медали первенства РСФСР и вышла во вторую группу класса «А». Будагян установил рекорд клуба, забив 35 мячей. 1968 год провёл в «Тереке» Грозный, затем вернулся в «Спартак», с которым в 1969 году вышел в высшую группу класса «А». В марте 1970 Будагян провёл два неполных матча, после чего перешёл на тренерскую работу.